# Masami Kubota
Masami Kubota (jap. 久保田正躬 Kubota Masami; ur. 6 grudnia 1931 w Okayamie) – były gimnastyk japoński, medalista olimpijski z Melbourne.